# Außerordentlicher FDP-Bundesparteitag 1953
Koordinaten: 53° 51′ 16,7″ N, 10° 41′ 20,9″ O

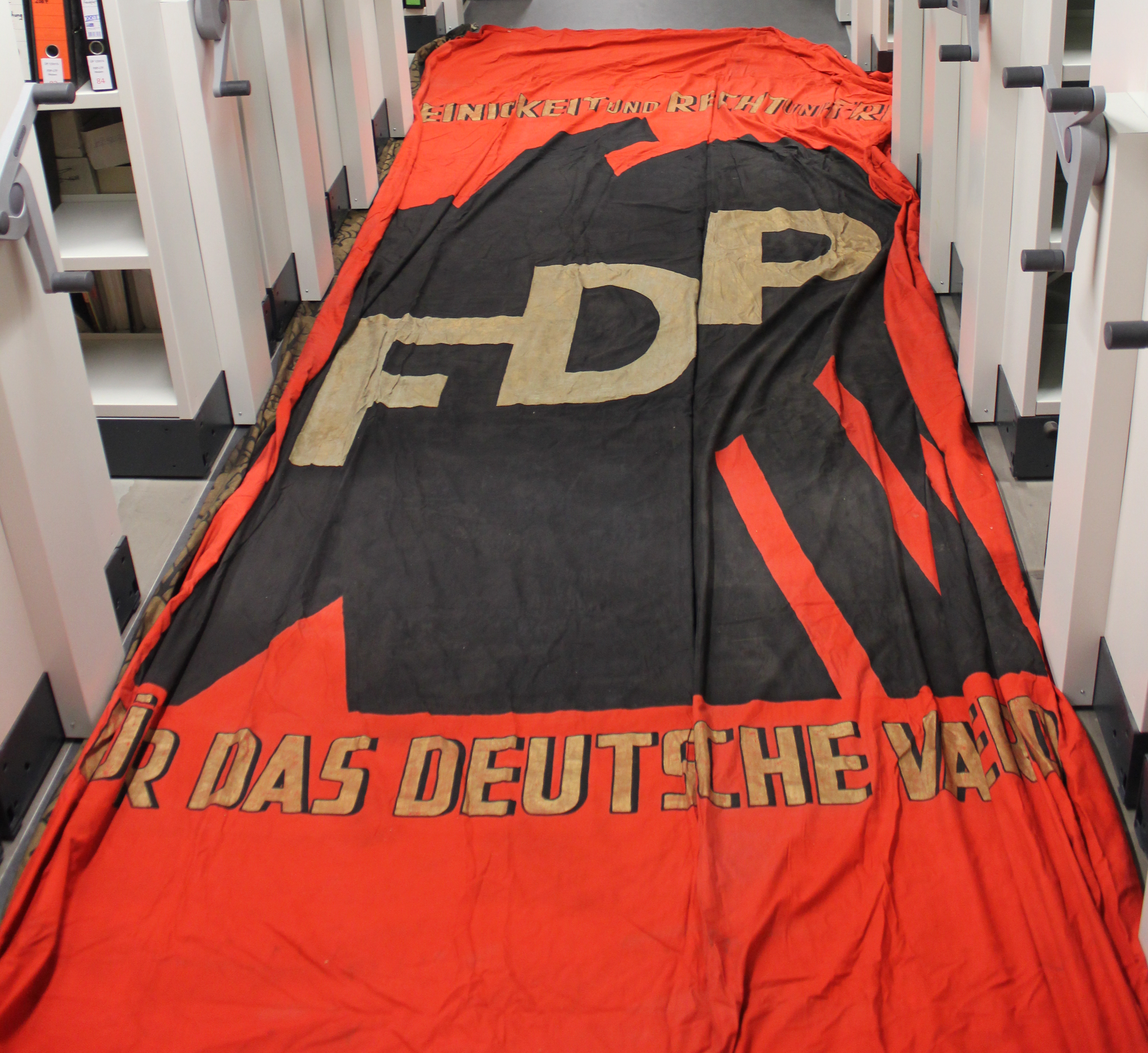
Flagge des a.o. Bundesparteitages der FDP 1953 in Lübeck

Den außerordentlichen Bundesparteitag 1953 hielt die FDP vom 26. bis 28. Juni 1953 in Lübeck ab. Es handelte sich um den 2. außerordentlichen Bundesparteitag der FDP in der Bundesrepublik Deutschland.

## Verlauf
Der Parteitag fand im Saal des Lübecker Kolosseums statt und stand ganz im Zeichen des Aufstandes vom 17. Juni in der DDR. Mit einer Kundgebung an der innerdeutschen Grenze gedachten die Liberalen den Opfern des Aufstandes und erinnerten an den Freiheitswillen der DDR-Bürger.
Die Delegierten verabschiedeten das Programm für die Bundestagswahl 1953. Es wurde außerdem ein Wirtschaftsprogramm sowie eine Resolution gegen die „Unterwanderung“ der FDP durch frühere Nationalsozialisten beschlossen. Es redeten die Vorstandsmitglieder Reinhold Maier und August-Martin Euler.